# Liparis genychila
Liparis genychila är en orkidéart som beskrevs av Rudolf Schlechter. Liparis genychila ingår i släktet gulyxnen, och familjen orkidéer. Inga underarter finns listade i Catalogue of Life.